# L'Auberge du bon repos
 (juillet 2025).
Pour plus de détails, voir Fiche technique et Distribution.
L'Auberge du bon repos est un film réalisé par Georges Méliès, sorti en 1903.

## Synopsis
Un voyageur légèrement ivre veut dormir dans une chambre d'auberge. Est-ce l'effet de son ivresse ? Ses vêtements, son bougeoir sont doués de vie et le persécutent, puis voilà qu'un diablotin entre dans la danse. Excédés par le bruit, les habitants de l'auberge pénètrent en farandole dans la chambre du voyageur où ils se livrent à une course-poursuite effrénée.